# 1904年セントルイスオリンピックのオーストリア選手団
1904年セントルイスオリンピックのオーストリア選手団（1904ねんセントルイスオリンピックのオーストリアせんしゅだん）は、1904年7月1日から11月23日にかけてアメリカ合衆国のミズーリ州セントルイスで開催された1904年セントルイスオリンピックのオーストリア選手団、およびその競技結果。

## 概要
今大会は銅メダル1個、合計1個のメダルを獲得した。

## メダル
| メダル | 選手名             | 競技 | 種目                |
| ------ | ------------------ | ---- | ------------------- |
| 銅     | オットー・ヴァーレ | 競泳 | 男子440ヤード自由形 |